# Валье, Феликс дель
Фе́ликс Гонсалес дель Ва́лье-и-Мендоса (исп. Félix González del Valle y Mendoza; 14 июня 1892, Ика — 17 июня 1950, Буэнос-Айрес) — перуанский писатель и журналист.

## Биография
Дель Валье рано начал заниматься журналистикой: был редактором газет «La Prensa» (1912) и «La Crónica», а также журнала «Variedades». Начал редактировать газету «El Perú» в 1916—1917 годах. Совместно с карикатуристом Хулио Малагой Гренетом (Julio Málaga Grenet) был редактором еженедельника «Don Lunes» в 1917 году.
В 1918 году совместно с Хосе Карлосом Мариатеги и Сесаром Фальконом (César Falcón) основал еженедельник «Nuestra Época», в котором подвергался критике общественный строй. У издания было намерение подготовить атмосферу к будущей социалистической организации, но издание перестало выходить со второго номера. Затем Дель Валье сотрудничал с журналом «Mundial» (1920) и газетой «El Comercio». С тем же Мариатеги в 1923 году они объявил о публикации «Vanguardia: Revista Semanal de Renovación Ideológica», который так и реализовали, но который послужил прообразом мариатегистского журнала «Amauta». 
В 1924 году отправился в Испанию, где прожил до 1937 года, но был вынужден покинуть страну из-за гражданской войны. Он вернулся в Лиму, где пробыл недолго, так как отбыл в Буэнос-Айрес в качестве пресс-атташе и вице-консула (1938—1950). Именно там он наиболее успешно развил свою литературную карьеру.

## Произведения
- Prosas poemáticas (1921)
- El libro de los toreros (1922)
- El camino hacia mí mismo; Tres novelas frívolas (1930)
- Madrid en 15 estampas (1940)
- Sevilla (1941)
- Toledo (1943)
- Juergas en Sevilla (1947).